# Berit

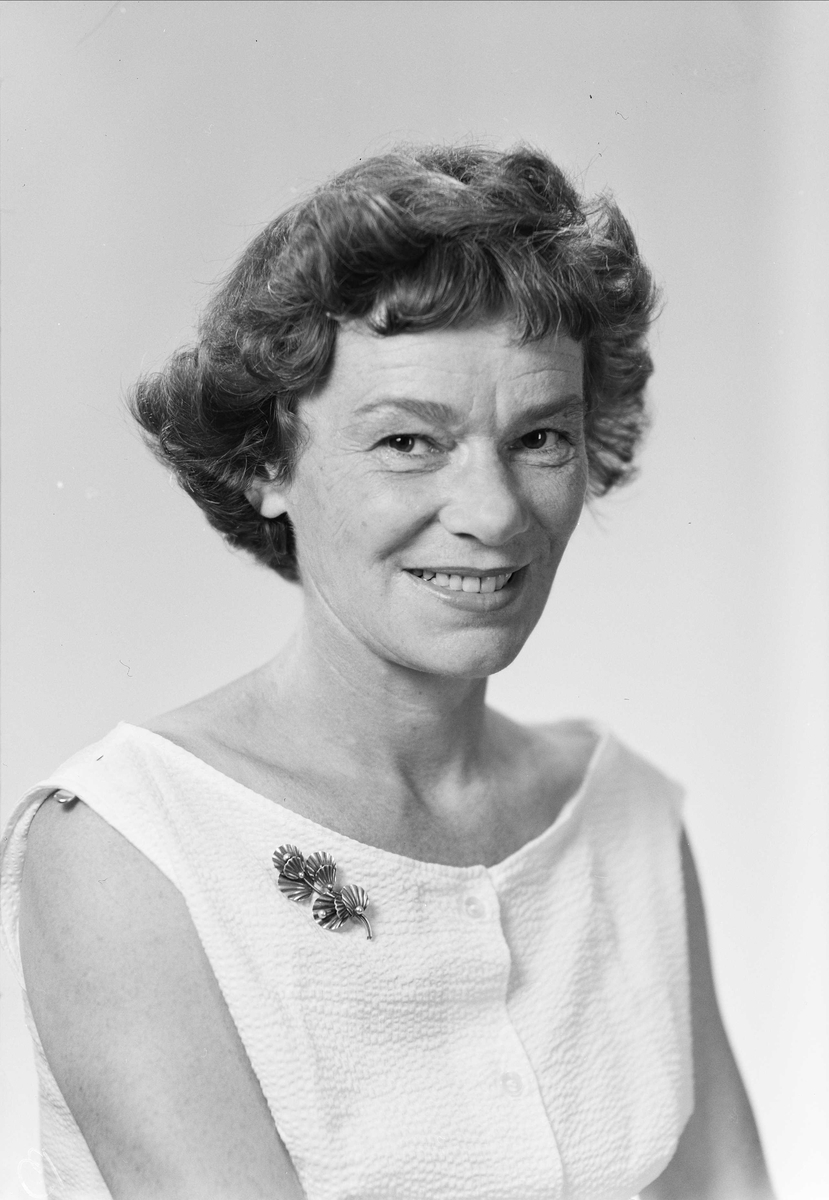
Berit Brænne

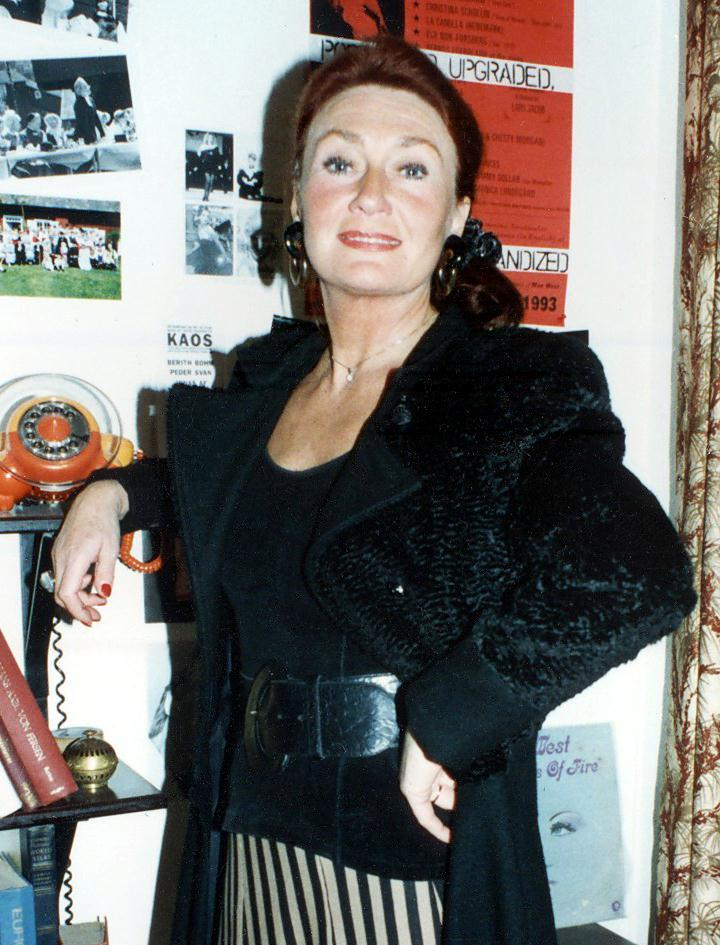
Berit Carlberg

Berit är en svensk dialektal form av kvinnonamnet Birgitta som i sin tur är en svensk form av det iriska namnet Brigidh som betyder den höga. Namnet har funnits i Sverige sedan slutet av 1800-talet.
Namnet var populärt i Sverige på 1930- och 40-talen, vilket gör att det fortfarande är ett relativt vanligt namn totalt sett, men det är idag mycket ovanligt som tilltalsnamn för unga flickor.[källa behövs]
Den 31 december 2014 fanns det totalt 30 642 personer folkbokförda i Sverige med namnet Berit, varav 19 490 bar det som tilltalsnamn.
Namnsdag: 13 oktober  (sedan 2001, dessförinnan åren 1986-2000 på den 11 juni). I den finlandssvenska namnsdagslängden har Berit namnsdag 1 februari sedan 1950.

## Personer med namnet Berit
- Berit Andnor, svensk politiker (s), statsråd, landshövding i Blekinge län
- Berit Aunli, norsk skidåkare
- Berit Berling, svensk musikjournalist
- Berit Berthelsen, norsk friidrottare
- Berit Bogg, svensk skådespelerska
- Berith Bohm, svensk operettsångare
- Berit Brænne, norsk skådespelerska och författare
- Berit Carlberg, svensk skådespelerska och sångerska
- Berit Gramer, svensk skådespelerska
- Berit Gullberg, svensk författare
- Berit Gustafsson, svensk skådespelerska
- Berit Hallén, svensk skådespelerska
- Berit Hedeby, svensk författare och initiativtagare till föreningen BRIS
- Berit Hinderson, svensk skådespelerska
- Berit Högman, svensk politiker (s), landshövding i Västernorrlands län
- Berit Johansson, svensk konstnär
- Berit Lindfeldt, svensk skulptör
- Berit Lindholm, svensk operasångerska
- Berit Mørdre Lammedal, norsk skidåkare
- Berit Nesheim, norsk regissör
- Berit Simonsson, svensk bibellärare
- Berit Spong, svensk författare
- Berit Ås, norsk politiker och socialpsykolog